# Christiana Figueresová
Karen Christiana Figueresová Olsenová (* 7. srpna 1956) je kostarická diplomatka, která vedla národní, mezinárodní a multilaterální politická jednání. V červnu 2010 byla jmenována výkonnou tajemnicí Rámcové úmluvy OSN o změně klimatu. Během následujících šesti let pracovala na obnově procesu vyjednávání o globální změně klimatu, což vedlo ke schválení Pařížské dohody v roce 2015.
V průběhu let se Figueresová zabývala klimatickou změnou, udržitelným rozvojem, energií, využitím půdy a technologickou a finanční spoluprací. V roce 2016 byla kostarickou kandidátkou na post generální tajemnice OSN. Zpočátku byla favoritkou, ale kvůli nedostatečné podpoře se rozhodla z kandidatury odstoupit. Od roku 2017 působí ve správní radě španělské infrastrukturní a energetické společnosti Acciona. Je zakladatelkou skupiny Global Optimism a spoluautorkou knihy The Future We Choose: Surviving the Climate Crisis (2020).